# Carragosa
Carragosa est une freguesia portugaise du concelho de Bragance, avec une superficie de 27,77 km2 pour une densité de population de 6,8 hab/km2 avec 190 habitants (2011).
Le village de Soutelo da Gamoeda fait partie cette freguesia.